# Бурнак Новый
Бурна́к Но́вый (укр. Бурнак Новий, крымскотат. Yañı Burnaq, Янъы Бурнакъ) — исчезнувшее село в Первомайском районе Республики Крым, располагавшееся на юге района, в степной части Крыма, примерно в 2,5 километрах южнее современного села Ровное.

## История
Первое документальное упоминание села встречается в Статистическом справочнике Таврической губернии. Ч.II-я. Статистический очерк, выпуск пятый Перекопский уезд, 1915 год, согласно которому в экономии Новый Бурнак Кокейской волости Евпаторийского уезда числилось 4 двора с русским населением в количестве 18 человек приписных жителей и 20 — «посторонних».
После установления в Крыму Советской власти, по постановлению Крымревкома от 8 января 1921 года № 206 «Об изменении административных границ» была упразднена волостная система и село вошло в состав Евпаторийского района Евпаторийского уезда, а в 1922 году уезды получили название округов. 11 октября 1923 года, согласно постановлению ВЦИК, в административное деление Крымской АССР были внесены изменения, в результате которых округа были отменены и произошло укрупнение районов — территорию округа включили в Евпаторийский район. Согласно Списку населённых пунктов Крымской АССР по Всесоюзной переписи 17 декабря 1926 года, в селе Бурнак Новый, Старо-Бурнакского сельсовета Евпаторийского района, числилось 16 дворов, все крестьянские, население составляло 56 человек, из них 31 белорус, 17 русских, 7 украинцев и 1 эстонец. Постановлением ВЦИК РСФСР от 30 октября 1930 года был создан Фрайдорфский еврейский национальный район (переименованный указом Президиума Верховного Совета РСФСР № 621/6 от 14 декабря 1944 года в Новосёловский) (по другим данным 15 сентября 1931 года) и Бурнак Новый включили в его состав. В последний раз селение встречается на карте 1941 года (на карте 1942 года его уже нет).